# Арконес
Арконес (ісп. Arcones) — муніципалітет в Іспанії, у складі автономної спільноти Кастилія-і-Леон, у провінції Сеговія. Населення — 249 осіб (2010).
Муніципалітет розташований на відстані близько 80 км на північ від Мадрида, 38 км на північний схід від Сеговії.
На території муніципалітету розташовані такі населені пункти: (дані про населення за 2010 рік)
- Арконсільйос: 29 осіб
- Арконес: 112 осіб
- Кастільєхо: 45 осіб
- Кольядільйо: 8 осіб
- Уерта: 45 осіб
- Ла-Мата: 10 осіб

## Демографія
Динаміка населення (INE ):